# Fabien Raddas
Fabien Raddas (ur. 7 marca 1980 w Poissy) – gwadelupski piłkarz występujący na pozycji napastnika.
W barwach Stade Lavallois rozegrał 25 spotkań i zdobył trzy bramki w drugiej lidze francuskiej. Natomiast na poziomie trzeciej ligi jako zawodnik FC Rouen, Stade Brestois 29, Paris FC, Stade Lavallois, AS Cannes, AS Beauvais i FC Chambly Oise wystąpił łącznie w 189 meczach i strzelił 19 goli.
W reprezentacji Gwadelupy zadebiutował 6 stycznia 2007 w przegranym 0:3 towarzyskim meczu z Martyniką. W tym samym roku został powołany do kadry na Złoty Puchar CONCACAF. Zagrał na nim w pojedynkach z Haiti (1:1), Kostaryką (0:1), Hondurasem (2:1) i Meksykiem (0:1), a Gwadelupa zakończyła turniej na półfinale. W latach 2007–2014 w drużynie narodowej rozegrał 13 spotkań i zdobył dwie bramki